# Вулиця Івана Підкови
Ву́лиця Іва́на Підко́ви — вулиця в Голосіївському районі міста Києва, місцевість Деміївка. Пролягає від Костанайської до Козацької вулиці.

## Історія
Вулиця виникла на початку XX століття, мала назву (2-й) Бра́тський прову́лок. 1955 року отримала назву вулиця Балакірева, на честь російського композитора Мілія Балакірєва.
До 2008 року простягалась від проспекту Валерія Лобановського, вкорочена внаслідок часткового знесення старої малоповерхової забудови проспекту.
Сучасна назва, на честь козацького кошового отамана, молдовського господаря у 1577—1578 роках Івана Підкови — з 25 серпня 2022 року.

## Зображення

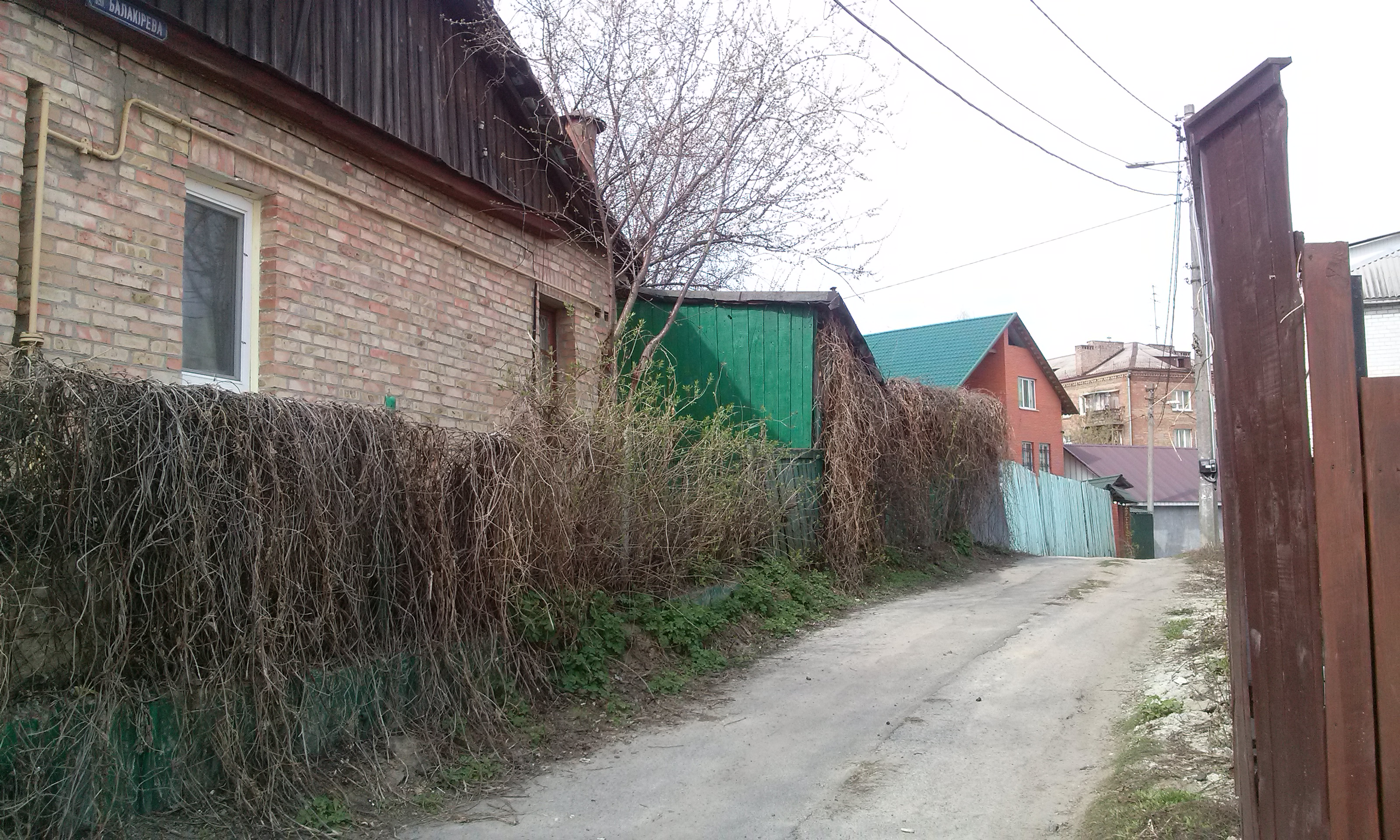
Біля перетину з Козацькою вулицею
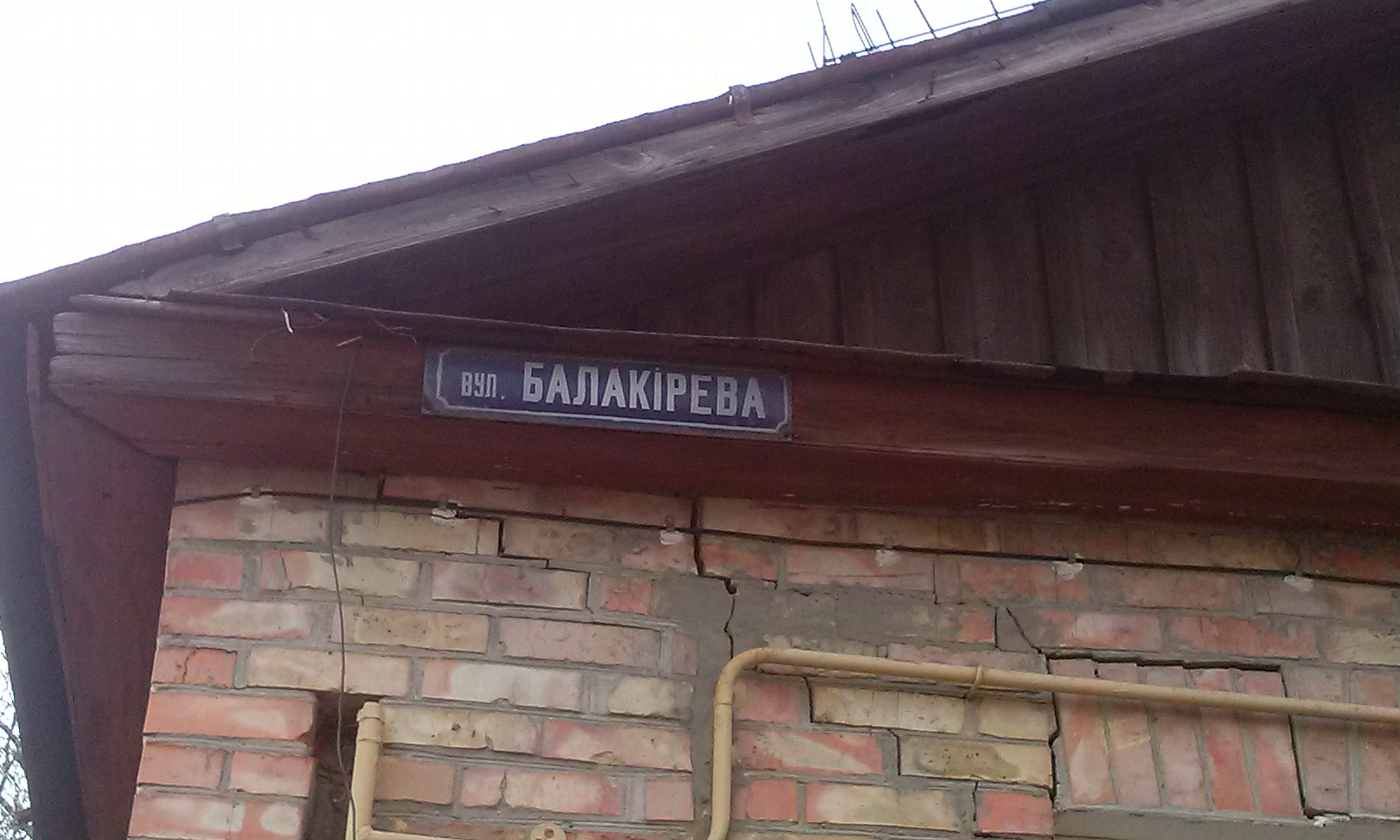
Стара адресна табличка